# Mallorca Championships 2021
Mallorca Championships 2021 là một giải quần vợt nam thi đấu trên mặt sân cỏ ngoài trời. Đây là lần đầu tiên giải Mallorca Championships được tổ chức, và là một phần của ATP Tour 250 trong ATP Tour 2021. Giải đấu diễn ra tại Santa Ponsa Tennis Academy ở Santa Ponsa, Tây Ban Nha, từ ngày 19 tháng 6 đến ngày 26 tháng 6 năm 2021.

## Điểm và tiền thưởng

### Phân phối điểm
| Sự kiện | VĐ  | CK  | BK | TK | Vòng 1/16 | Vòng 1/32 | Q  | Q2 | Q1 |
| Đơn     | 250 | 150 | 90 | 45 | 20        | 0         | 12 | 6  | 0  |
| Đôi     | 250 | 150 | 90 | 45 | 0         | —         | —  | —  | —  |

### Tiền thưởng
| Sự kiện | VĐ      | CK      | BK      | TK      | Vòng 1/16 | Vòng 1/32 | Q2     | Q1     |
| Đơn     | €70,620 | €50,630 | €36,040 | €24,030 | €15,450   | €9,295    | €4,540 | €2,360 |
| Đôi*    | €26,370 | €18,880 | €12,440 | €8,080  | €4,740    | —         | —      | —      |

*mỗi đội

## Nội dung đơn ATP

### Hạt giống
| Quốc gia | Tay vợt               | Xếp hạng1 | Hạt giống |
| -------- | --------------------- | --------- | --------- |
| RUS      | Daniil Medvedev       | 2         | 1         |
| AUT      | Dominic Thiem         | 5         | 2         |
| ESP      | Roberto Bautista Agut | 10        | 3         |
| ESP      | Pablo Carreño Busta   | 12        | 4         |
| NOR      | Casper Ruud           | 15        | 5         |
| RUS      | Karen Khachanov       | 27        | 6         |
| FRA      | Ugo Humbert           | 31        | 7         |
| SRB      | Dušan Lajović         | 40        | 8         |

- 1 Bảng xếp hạng vào ngày 14 tháng 6 năm 2021.[1][2]

### Vận động viên khác
Đặc cách:
- Roberto Bautista Agut
- Daniil Medvedev
- Dominic Thiem

Vượt qua vòng loại:
- Roberto Carballés Baena
- Lukáš Klein
- Nicola Kuhn
- Lucas Pouille

### Rút lui
Trước giải đấu
- Jérémy Chardy → thay thế bởi  Stefano Travaglia
- Federico Delbonis → thay thế bởi  Corentin Moutet
- Nick Kyrgios → thay thế bởi  Jiří Veselý

Trong giải đấu
- Ugo Humbert

### Bỏ cuộc
- Dominic Thiem

## Nội dung đôi ATP

### Hạt giống
| Quốc gia | Tay vợt           | Quốc gia | Tay vợt              | Xếp hạng1 | Hạt giống |
| -------- | ----------------- | -------- | -------------------- | --------- | --------- |
| ESP      | Marcel Granollers | ARG      | Horacio Zeballos     | 18        | 1         |
| NZL      | Marcus Daniell    | AUT      | Philipp Oswald       | 82        | 2         |
| AUT      | Oliver Marach     | PAK      | Aisam-ul-Haq Qureshi | 85        | 3         |
| ITA      | Simone Bolelli    | ARG      | Máximo González      | 91        | 4         |

- 1 Bảng xếp hạng vào ngày 14 tháng 6 năm 2021.

### Vận động viên khác
Đặc cách:
- Novak Djokovic /  Carlos Gómez-Herrera
- Marc López /  Jaume Munar

Thay thế:
- Guido Pella /  Joao Sousa

### Rút lui
Trước giải đấu
- Wesley Koolhof /  Jean-Julien Rojer → thay thế bởi  Jonathan Erlich /  Andrei Vasilevski
- Tim Pütz /  Michael Venus → thay thế bởi  Adrian Mannarino /  Miguel Ángel Reyes Varela
- Sander Gillé /  Joran Vliegen → thay thế bởi  Roman Jebavý /  Jiří Veselý
- Pablo Andújar /  Pablo Carreno Busta → thay thế bởi  Guido Pella /  Joao Sousa

Trong giải đấu
- Novak Djokovic /  Carlos Gómez-Herrera

## Nhà vô địch

### Đơn
- Daniil Medvedev đánh bại  Sam Querrey, 6–4, 6–2.

### Đôi
- Simone Bolelli /  Máximo González đánh bại  Novak Djokovic /  Carlos Gómez-Herrera, bỏ cuộc trước trận đấu